# اشين ويراثو
آشين ويراثو (بالبورمية: ဝီရသူ، بالي: Vīrasū)‏ من مواليد 10 يوليو 1968 في كياوكسي، منطقة ماندالاي، بورما؛ هو راهب بوذي بورمي وزعيم حركة 969 المتطرفة في ميانمار. اتهم بدعم اضطهاد المسلمين في ميانمار من خلال خطاباته، بالرغم من أنه يدعي أنه واعظ سلمي وأنه لم يدعو إلى العنف، وهو الأمر الذي يعترض عليه الآخرون. حظر فيسبوك صفحته بتهمة نشر الكراهية الدينية تجاه مجتمعات أخرى بعد تحذيرات متكررة بعدم نشر محتوى تحريضي دينيًا.

## حياته
ولد آشين في عام 1968 في قرية كياوكسي بالقرب من منطقة ماندالاي. ترك المدرسة في سن الرابعة عشرة ليصبح راهبًا. في عام 2001 ، انضم إلى حركة 969 بعد ذلك بعامين. في عام 2003 ، حُكم عليه بالسجن 25 عامًا بسبب خطاباته، ولكن أطلق سراحه في عام 2012 مع العديد من السجناء السياسيين الآخرين.
بعد تشكيل الحكومة لعام 2011 ، أصبح نشطًا بشكل خاص على موقع يوتيوب وأشكال أخرى من وسائل التواصل الاجتماعي. حظر فيسبوك صفحته بتهمة نشر الكراهية الدينية تجاه مجتمعات أخرى ، بعد تحذيرات متكررة بعدم نشر محتوى تحريضي دينيًا.

## شهرته
- دخل السجن في2001 بتهمة التحريض على الكراهية الدينية وأفرج عنه في 2011.[4]

- دشن مطلع العام 2013 م حركة 969 التي تدعو البوذيين لمقاطعة المحلات التي يمتلكها المسلمون.[9] كما أعد قانونا يضع قيودا على النساء اللائي يسعين للزواج من رجال مسلمين.[10]

وقد ظهر ويراثو على غلاف أحد أعداد مجلة التايم، تحت عنوان «وجه الإرهاب البوذي»، إلا أن الرئيس البورمي ثايت ساين دافع عن ويراثو وقال أن «تقرير مجلة تايم يخلق سوء فهم للبوذية».

## وثائقي
ذي القداسة واو (بالفرنسية: Le Vénérable W)‏ هو وثائقي أخرج في 2017 من إخراج باربي شرودر مخرج ومنتج سويسري في إطار ثلاثية الشر التي يتبناها. أختير وعرض في مهرجان كان السينمائي 2017.